# Buendía
Buendía egy község Spanyolországban, Cuenca tartományban. Buendía Puebla de Don Francisco, Albalate de Zorita, Almonacid de Zorita, Pastrana, Sayatón, Sacedón és Villalba del Rey községekkel határos. Lakosainak száma 423 fő (2024).

## Népesség
A település népessége az utóbbi években az alábbiak szerint változott:
| Lakosok száma | 503  | 493  | 533  | 484  | 485  | 438  | 419  | 400  | 414  | 423  |
|               | 2001 | 2004 | 2006 | 2009 | 2011 | 2014 | 2016 | 2019 | 2021 | 2024 |